# آرنسدورف
آرنسدورف (به آلمانی: Arnsdorf) یک شهر در آلمان است که در باوتسن واقع شده‌است. آرنسدورف ۴٬۸۳۷ نفر جمعیت دارد.